# Khalid ibn Walid
Khalid ibn Walid (ca. 590 – Homs, 642) (Arabisch: خالد بن الوليد) was een sahabi en een van de bekendste moslimgeneraals tijdens de islamitische veroveringen in de 7e eeuw. Hij was aanvankelijk een tegenstander van de profeet Mohammed maar werd later diens trouwste en dapperste krijgsheer. Ibn Walid stond bekend als Sayfullah, het zwaard van Allah. Deze eretitel kreeg hij van Mohammed voor zijn strijd.

## Bekering
Khalid ibn Walid was afkomstig van de Arabische Quraish-stam. Daar verwierf hij al op jonge leeftijd faam als een goed soldaat. Tijdens de Slag bij Uhud was Khalid nog geen moslim en als leider van de Mekkanen verantwoordelijk voor het grote verlies van het islamitisch leger. Bij de Slag bij de Gracht heeft hij voor de laatste keer tegen de moslims gevochten. Kort na deze slag bekeerde Ibn Walid zich tot de islam en werd hij opperbevelhebber onder Kalief Abu Bakr.

## Militaire veroveringen onder Abu Bakr (632-634)
- Riddaoorlogen (632-633): verovering van het Arabisch Schiereiland
- Verovering van Irak (633-634) op de Sassaniden
- Verovering van Syria op de Byzantijnen
  - Belegering van Damascus (634)

## Militaire veroveringen onder Omar (634-638)
- Verovering van de Levant (634-637)
  - Beleg van Emesa (635-636)
  - Slag bij de Jarmuk (636)
  - Verovering van Jeruzalem (637)
  - Verovering van Aleppo (637)
- Inval in Armenië en Anatolië (638)

Eind 638 werd hij door zijn neef kalief Omar op non-actief gezet, ten gunste van de meer bedachtzame Abu Ubayda ibn al-Jarrah en benoemd tot gouverneur. Een jaar later gaf hij deze functie op. Treurend dat hij niet als martelaar op het slagveld kon sterven, overleed hij op zijn bed in het jaar 642 in Homs, Syrië en werd aldaar begraven. Toen hij treurde over het feit waarom hij niet in het slagveld als martelaar overleed, vertelde zijn metgezel hem dat dat onmogelijk zou zijn. Want hij kreeg de eer van de profeet om als 'Sayfullah', het zwaard van Allah, genoemd te worden en indien hij in het slagveld omgekomen zou zijn, zou dat betekenen dat het zwaard van Allah door ongelovigen is verslagen. Ibn Walid heeft in zijn leven geen enkele veldslag of oorlog verloren.

## Mohammed over Khalid ibn Walid
"Khâlid is het Zwaard van God".
"En betreft Khâlid ibn Walid, hij heeft alles voor jullie gegeven, alles wat hij heeft, heeft hij op het slagveld voor God gegeven." (Abu Dawud, Soenen, I, 163)
Het geslachtsregister van Khalid ibn Walid komt bij Murrah ibn Ka'ab met Mohammed bijeen.

## Referentie
1. ↑  (en)  Agha Ibrahim Akram (2004), The Sword of Allah: Khalid bin al-Waleed: His Life and Campaigns, Oxford University Press